# Odessa Cleveland
Odessa Cleveland (3 maart 1944) is een Amerikaanse actrice, vooral bekend als verpleegster Lt. Ginger Bayliss uit M*A*S*H. Cleveland verscheen met name in de eerste drie seizoenen veel, om daarna nog één keer te verschijnen in de laatste aflevering van seizoen 5.

## Filmografie
- The Bold Ones: The New Doctors Televisieserie - Barbara (Afl., Glass Cage, 1971)
- Huckleberry Finn (1974) - Jims vrouw
- Sanford and Son Televisieserie - Audrey (Afl., The Over Hill Gag, 1975)
- Something for Joey (Televisiefilm, 1977) - Judy
- M*A*S*H Televisieserie - Lt. Ginger Bayliss (22 afl., 1972-1974, 1977)
- The Greatest American Hero Televisieserie - Verpleegster (Afl., The Hand-Painted Tai, 1982)
- Trapper John, M.D. Televisieserie - Tweede verpleegster (Afl., The Curmudgeon, 1986)